# Squadre di nuoto sincronizzato ai Giochi della XXVIII Olimpiade
Di seguito l'elenco delle sincronette convocate per i Giochi della XXVIII Olimpiade.

## Formazioni
NB: in grassetto le rappresentanti della gara di duo, mentre in corsivo le riserve.
| Canada                   |                  |
| Sincronetta              | Data di nascita  |
| Nicole Cargill           | 13 febbraio 1984 |
| Erin Chan                | 9 agosto 1979    |
| Jessica Chase            | 11 luglio 1978   |
| Jessika Dubuc            | 26 giugno 1983   |
| Marie-Pierre Gagné       | 28 febbraio 1983 |
| Fanny Létourneau         | 24 giugno 1979   |
| Shayna Nackoney          | 24 aprile 1982   |
| Anouk Renière-Lafrenière | 15 febbraio 1983 |
| Courtenay Stewart        | 17 gennaio 1985  |

| Cina           |                   |
| Sincronetta    | Data di nascita   |
| Chen Yu        | 27 febbraio 1981  |
| Gu Beibei      | 25 novembre 1980  |
| He Xiaochu     | 4 aprile 1984     |
| Hou Yingli     | 15 agosto 1978    |
| Hu Ni          | 9 febbraio 1981   |
| Li Zhen        | 31 gennaio 1979   |
| Wang Na        | 27 gennaio 1984   |
| Wu Man         | 16 settembre 1984 |
| Zhang Xiaohuan | 19 agosto 1980    |

| Giappone         |                   |
| Sincronetta      | Data di nascita   |
| Michiyo Fujimaru | 6 aprile 1979     |
| Saho Harada      | 5 novembre 1982   |
| Naoko Kawashima  | 7 aprile 1981     |
| Kanako Kitao     | 6 febbraio 1982   |
| Emiko Suzuki     | 12 novembre 1981  |
| Miya Tachibana   | 12 dicembre 1974  |
| Miho Takeda      | 13 settembre 1976 |
| Juri Tatsumi     | 5 settembre 1979  |
| Yoko Yoneda      | 22 novembre 1975  |

| Grecia                  |                   |
| Sincronetta             | Data di nascita   |
| Aglaia Anastasiou       | 28 febbraio 1986  |
| Maria Christodoulou     | 28 novembre 1980  |
| Eleutheria Ftoulī       | 4 luglio 1981     |
| Elenī Geōrgiou          | 19 dicembre 1985  |
| Eufrosynī Gouda         | 15 settembre 1984 |
| Apostolia Iōannou       | 31 agosto 1979    |
| Eugenia Koutsoudī       | 31 gennaio 1984   |
| Olga Pelekanou          | 23 maggio 1981    |
| Christina Thalassinidou | 31 luglio 1970    |

| Italia              |                  |
| Sincronetta         | Data di nascita  |
| Monica Cirulli      | 2 gennaio 1982   |
| Costanza Fiorentini | 25 novembre 1984 |
| Joey Paccagnella    | 10 gennaio 1981  |
| Elisa Plaisant      | 20 marzo 1981    |
| Sara Savoia         | 12 maggio 1985   |
| Beatrice Spaziani   | 26 marzo 1984    |
| Federica Stefanelli | 3 agosto 1985    |
| Lorena Zaffalon     | 10 agosto 1981   |
| Laura Zanazza       | 29 luglio 1982   |

| Russia              |                   |
| Sincronetta         | Data di nascita   |
| Elena Azarova       | 5 giugno 1973     |
| Ol'ga Brusnikina    | 9 novembre 1978   |
| Ėl'vira Chasjanova  | 28 marzo 1981     |
| Anastasija Davydova | 2 febbraio 1983   |
| Anastasija Ermakova | 8 aprile 1983     |
| Marija Gromova      | 20 luglio 1984    |
| Marija Kiselëva     | 28 settembre 1974 |
| Ol'ga Novokščenova  | 29 novembre 1974  |
| Anna Šorina         | 26 agosto 1982    |

| Spagna          |                   |
| Sincronetta     | Data di nascita   |
| Raquel Corral   | 1º dicembre 1980  |
| Andrea Fuentes  | 7 aprile 1983     |
| Tina Fuentes    | 16 agosto 1984    |
| Gemma Mengual   | 12 aprile 1977    |
| Ana Montero     | 7 novembre 1980   |
| Gisela Morón    | 25 gennaio 1976   |
| Irina Rodríguez | 16 settembre 1977 |
| Saray Serrano   | 26 aprile 1979    |
| Paola Tirados   | 14 gennaio 1980   |

| Stati Uniti       |                  |
| Sincronetta       | Data di nascita  |
| Alison Bartosik   | 20 aprile 1983   |
| Tamara Crow       | 3 febbraio 1977  |
| Erin Dobratz      | 19 ottobre 1982  |
| Rebecca Jasontek  | 26 febbraio 1975 |
| Anna Kozlova      | 30 dicembre 1972 |
| Sara Lowe         | 30 aprile 1984   |
| Lauren McFall     | 9 febbraio 1980  |
| Stephanie Nesbitt | 10 agosto 1985   |
| Kendra Zanotto    | 30 ottobre 1981  |